# Saehan Motors
La Saehan Motor Company était un constructeur automobile sud-coréen fondé en 1976, né de la collaboration de Shinjin Industrial Company et de la volonté de General Motors d'introduire ses produits sur le marché sud-coréen. Saehan est né sur l'ancien General Motors Korea, qui a rencontré des difficultés lorsque le marché sud-coréen s'est effondré, après la première vague de hausse du pétrole en 1973. Cette joint-venture à parts égales entre GM et Shinjin consistait en une usine d'assemblage de voitures à Bupyong, une usine d'assemblage de camions à Pusan et une fonderie à Inchon. En novembre 1976, Shinjin Motors fait face à des problèmes financiers et vend sa participation de 50% dans Saehan à la Korea Development Bank (KDB). En 1978, le groupe Daewoo a acquis la participation au capital et les droits de gestion de KDB. La société a été renommée Daewoo Motor Co. en janvier 1983.

## Histoire
La société a été créée pour la première fois sous le nom de National Motor en 1937 à Bupyeong-gu, Incheon, Corée du Sud. Le nom a été changé pour Saenara Motor en novembre 1962. Saenara assemblait et vendait des Datsun Bluebird P310. Première entreprise automobile en Corée, Saenara était équipée d'installations d'assemblage modernes et a été créée après l'annonce de la politique de promotion de l'industrie automobile par le gouvernement sud-coréen en 1962. Saenara Motor a ensuite été acheté par Shinjin Industrial en 1965, qui a changé son nom en Shinjin Motor après avoir établi des collaborations avec Toyota. La gamme Shinjin comprenait divers modèles Toyota, tels que la Publica, la T40 Corona et la Crown.
Après le retrait de Toyota en 1972, Shinjin Motor a lancé une coentreprise avec General Motors sous le nom de General Motors Korea (GMK), mais a été rebaptisé à nouveau en novembre 1976 en Saehan Motor. GMK a rapidement vendu leur Rekord sous la marque GMK, avec la Chevrolet 1700 basée à Holden Torana. Lorsque GMK a été renommé Saehan, le 1700 est devenu Saehan Camina.
La gamme Saehan était composée de divers modèles de GM: la Saehan Gemini était basé sur le Bellett Gemini d'Isuzu de 1974, puis remplacé par le Maepsy (connu sous le nom de Saehan Bird dans les versions d'exportation), qui était un développement du Gemini. Son dérivé de pick-up, le Saehan Max, fait désormais partie de l'histoire automobile sud-coréenne. Saehan a également commercialisé l'Opel Rekord E et a créé plus tard, sur cette base, leur série Royale, composée des modèles Royale Diesel, Royale Automatic et Royale Salon.

## Modèles

### Voitures
- Saehan Camina
- Saehan Gemini
- Saehan Maepsy
- Saehan Max
- Saehan Rekord, Rekord Royale
- Saehan Royale Diesel, Royale Automatic et Royale Salon

### Autobus
- Saehan BU110 (basé sur Isuzu BU)
- Saehan BF101
- Saehan BD101
- Saehan BL064

### Camions
- Saehan 8t Dump
- Saehan 11t Cargo
- Saehan Elf